# Terra Dura (Araci)
Terra Dura é um dos 52 povoados integrantes do município brasileiro de Araci, estado da Bahia.

Localiza-se a 12 km da sede do município araciensee a cerca de 234 km da capital Salvador. Conta com uma população de aproximadamente 148 habitantes.

## Infraestrutura
Terra Dura é um povoado araciense que dispõe de organizado modelo urbano organizado, dispõe de praça no centro do povoado e conta com vias públicas.